# (8308) Julie-Mélissa
(8308) Julie-Melissa, désignation internationale (8308) Julie-Melissa, est un astéroïde de la ceinture principale.

## Description
(8308) Julie-Melissa est un astéroïde de la ceinture principale. Il fut découvert par Eric Walter Elst le 17 avril 1996 à l'ESO. Il présente une orbite caractérisée par un demi-grand axe de 2,3 UA, une excentricité de 0,167 et une inclinaison de 2,67° par rapport à l'écliptique.
Son nom rend hommage à deux fillettes belges, Julie et Mélissa, assassinées en 1996 et incarnant la souffrance des enfants victimes de violences.

## Compléments